# 7275 Earlcarpenter
7275 Earlcarpenter è un asteroide della fascia principale. Scoperto nel 1983, presenta un'orbita caratterizzata da un semiasse maggiore pari a 2,9923623 au e da un'eccentricità di 0,0658956, inclinata di 9,18257° rispetto all'eclittica.